# Пожла
Пожла — река в Вологодской области России.

## Общая информация
Протекает по территории Никольского и Бабушкинского районов. Впадает в реку Унжу в 411 км от её устья по правому берегу. Длина реки составляет 20 км, площадь водосборного бассейна — 117 км².

## Данные водного реестра
По данным государственного водного реестра России относится к Верхневолжскому бассейновому округу, водохозяйственный участок реки — Унжа от истока и до устья, речной подбассейн реки — Бассейн притоков Волги ниже Рыбинского водохранилища до впадения Оки. Речной бассейн реки — (Верхняя) Волга до Куйбышевского водохранилища (без бассейна Оки).
По данным геоинформационной системы водохозяйственного районирования территории РФ, подготовленной Федеральным агентством водных ресурсов:
- Код водного объекта в государственном водном реестре — 08010300312110000014610
- Код по гидрологической изученности (ГИ) — 110001461
- Код бассейна — 08.01.03.003
- Номер тома по ГИ — 10
- Выпуск по ГИ — 0